# Chichaoua
Chichaoua è una città del Marocco, capoluogo della provincia omonima, nella regione di Marrakech-Safi.
La città è  anche conosciuta come Šīšāwah.